# ディパーテッド
『ディパーテッド』（The Departed）は、2006年公開のアメリカ合衆国の犯罪映画。製作会社はワーナー・ブラザース。2002年から2003年に架けて3作品製作された大ヒット香港映画『インファナル・アフェア』のリメイク作品。R-15指定。
監督・製作はマーティン・スコセッシ。出演はレオナルド・ディカプリオ、マット・デイモン、ジャック・ニコルソン、マーク・ウォールバーグ。
第79回アカデミー賞作品賞受賞作品（外国映画のリメイク作品としては史上初である）。原題である「The Departed」 とは「分かたれたもの」転じて「体から離れた死者の魂」の意。単純に、「死んでいったやつら」、「逝った野郎たち」とも訳すことができる。元はキリスト教分野で「死」を表すことが多い単語で、ローマ・カトリック教徒が大多数のアイルランド系アメリカ人と、本当の自分を葬ったその登場人物たちを連想させるタイトルとなっている。R15+指定作品。
この作品でレオナルド・ディカプリオはマーティン・スコセッシと3度目のタッグを組んだ。
また、この作品のビリー・コスティガン役でニューズウィーク誌に「この役でディカプリオの新たな時代が到来した」と絶賛された。
2006年10月6日に全米で公開、日本では翌2007年1月20日に公開され、日米両方で初登場第1位を獲得した。
キャッチコピーは、「男は、死ぬまで正体を明かせない。」。

## 概要
警察に潜入したアイルランド系ギャング組織への内通者の男とアイルランド系ギャング組織に潜入した警察官の数奇な運命を描いたサスペンス映画。それぞれの任務を遂行するために互いの組織への潜入を試みるというストーリーはオリジナルにほぼ忠実であるが、物語の舞台となるアメリカ合衆国の独自色を強めることを目的としてアイリッシュ・マフィアやFBIが登場している。
本家の『インファナル・アフェア』は香港の闇社会と仏教観念を題材にしているのに対して本作品は、本家の“暗黒街”のモチーフを保ちつつボストンを舞台にアメリカ北東部という土地に根付いた話に造り替えられている。
また、オリジナルでは第1作目を主軸に物語が展開されているが、本作では登場人物を増やしたり結末を異なるものにしたりと本家とは多少異なる作品に仕上がった。
本編ではFBIと警察との対立を描きつつも、アイルランド系アメリカ人が抱える人種問題にもスポットを当てた。
本作によって「無冠の名監督」と呼ばれていたスコセッシ監督がアカデミー監督賞を受賞した。

## ストーリー
マサチューセッツ州ボストン南部、通称「サウシー」。この町の暗黒街を牛耳るフランク・コステロ（ジャック・ニコルソン）は、利発な少年のコリン・サリバン（マット・デイモン）を重用していた。敢えて“かたぎ”として教育を受けさせ、彼を警察学校に入学させるコステロ。犯罪者側のスパイとなることを運命付けられたサリバンは、トップの成績で私服刑事となり、ボストン警察の特別捜査班(SIU)に任官した。
同じ頃、犯罪一家の息子であるビリー・コスティガン（レオナルド・ディカプリオ）は、自身の運命を変えるべく警官となった。しかし、出署の一日目にクイーナン警部とディグナム巡査部長に呼び出されたコスティガンは、コステロの犯罪組織への潜入捜査を命じられた。ボストン警察の誰にも存在を知られぬまま、覆面捜査官として犯罪組織へ送り込まれるコスティガン。
コステロの一味を撲滅する班で働きながら情報をコステロに流し、コステロからも情報を得るサリバンは、順調に昇進して行った。一方のコスティガンは刑務所帰りを装い、コステロに信用されるために騒ぎを起こした。一族が犯罪者と知られているために、すんなりと暗黒街に溶け込み、コステロの用心棒となるコスティガン。 
警察とマフィアは、それぞれ内部に“ネズミ”(スパイ)がいることに気づいた。“ネズミ”捜査の主任となり、マフィアに潜入中の覆面捜査官の正体を知りたがるサリバン。だが、クイーナン警部はパソコンの情報ファイルのパスワードを教えなかった。
警官のセラピーを担当する精神分析医のマドリン と知り合い恋仲になるサリバン。コスティガンも釈放後の義務としてマドリンのセラピーを受け好意を持ったが、マドリンはサリバンの元に去って行った。 
コステロが“ネズミ”(サリバン)と接触し、封筒を渡す現場で用心棒を務め、“ネズミ”の顔を確認しようと後を追うコスティガン。覆面捜査官に追われていると気づいたサリバンは、待ち伏せしたが誤って一般市民を刺殺し、そのまま逃走した。
クイーナン警部が秘密裏に覆面捜査官と接触すると知り、コステロに伝えるサリバン。接触場所でマフィアに襲撃されたクイーナン警部は、コスティガンを逃がすために囮(おとり)となり殺された。クイーナンの腹心であるディグナム巡査部長を差し置いて覆面捜査官の担当になると主張するサリバン。怒ったディグナムはパスワードを教えないまま警察を辞め姿を消した。 
クイーナンの遺品である手帳を読んだサリバンは、コステロがFBIの情報提供者だと知った。自分がFBIに売られる事を恐れたサリバンは、コステロの麻薬取引現場を急襲する警官隊の指揮を取り、コステロを射殺して手柄を上げた。
コステロが死んだことで警察に出頭し、サリバンに情報ファイルのパスワードを教えるコスティガン。だが、サリバンの机の上に、コステロが“ネズミ”に渡した封筒がある事に気づいたコスティガンは、危ういところで警察署から逃げ出した。コスティガンの警官としての全情報をパソコンから削除し、彼の身分を消し去るサリバン。 
マドリンに、これまでの事情を書いた手紙を託し、自分に何かあったら開けと頼むコスティガン。サリバンには、覆面捜査の過程で盗聴したコステロとサリバンの会話のCDを送ったが、それを聞いたのは同棲しているマドリンだった。ショックを受けて部屋に籠もったマドリンを残してコスティガンに会いに行くサリバン。 
落ち合ったビルでサリバンを襲い手錠をかけるコスティガン。警察学校時代に顔見知りだった警官も呼び出しディグナムに連絡するよう依頼したコスティガンは、自分の本当の身分とサリバンの罪を証明しようとしたが、サリバンを追って来た助っ人の第2の“ネズミ”である刑事に、コスティガンは射殺された。コステロは警察署に、サリバンも知らない“ネズミ”を放っていたのだ。証人となるはずのコスティガンの知り合いの警官も殺す第2の“ネズミ”。しかしサリバンは、その場で第2の“ネズミ”を射殺して一人生き残り、自分の秘密を守った。 
警官として、署をあげての盛大な葬儀で葬られるコスティガン。マドリンに見捨てられたサリバンは、一人でアパートに帰ったところを、クイーナン警部の仇を取りに来たディグナムに射殺された。

## 登場人物
ビリー・コスティガン
父親は南部のブルーカラーで親戚に犯罪者の多いアイルランド系の家系に生まれた。警察学校で優秀な成績を収めて刑事となり、その経歴に目をつけたクイーナン警部に危険な任務に相応しいと見込まれ、新人でありながらも5年間に及ぶ暗黒街への潜入捜査を命じられた。
コリン・サリバン
コスティガンと同じくボストン南部で育った。ある商店でコステロと出逢い、彼の助力で幼い頃から正規の教育を受け警察学校に入り着実に階級を上がり"特別捜査課"に配属される。そこでの任務はコステロを逮捕することだった。
フランク・コステロ
地域の暗黒街のボス。サリバンの才能に着目しエリート警官の道を歩ませた。そしてサリバンに、自分の組織内の警察内通者を、見つけ出させようとする。
クイーナン警部
コスティガンの経歴に目をつけ危険な潜入捜査の任務を与える。マサチューセッツ州警察の"特別捜査課"に配属されている。
ディグナム巡査部長
クイーナン警部と同様に"特別捜査課"に配属されている。口が非常に悪い。
マドリン
精神科医でサリバンの同棲相手。ビリーの担当医師。
ミスター・フレンチ
コステロの一の手下。リボルバー拳銃を所持している。
エーラビー警部
サリバンが配属されたエリート集団SIU-"特別捜査課"を率いる。

## キャスト
| 役名                 | 俳優                       | 日本語吹替 |
| -------------------- | -------------------------- | ---------- |
| ビリー・コスティガン | レオナルド・ディカプリオ   | 内田夕夜   |
| コリン・サリバン     | マット・デイモン           | 竹若拓磨   |
| フランク・コステロ   | ジャック・ニコルソン       | 石田太郎   |
| クイーナン警部       | マーティン・シーン         | 佐々木勝彦 |
| ディグナム巡査部長   | マーク・ウォールバーグ     | 咲野俊介   |
| マドリン             | ヴェラ・ファーミガ         | 本田貴子   |
| フレンチ             | レイ・ウィンストン         | 飯塚昭三   |
| エーラビー警部       | アレック・ボールドウィン   | 加藤亮夫   |
| ブラウン巡査         | アンソニー・アンダーソン   | 桜井敏治   |
| バリガン巡査         | ジェームズ・バッジ・デール | 樫井笙人   |
| グウェン             | クリステン・ダルトン       | 種田文子   |
| デラハント           | マーク・ロルストン         | 広瀬正志   |
| フィツィ             | デヴィッド・オハラ         | 星野充昭   |
| フランク・ラツィオ   | ロバート・ウォールバーグ   | 武虎       |
| ショーン             | ケヴィン・コリガン         | 高瀬右光   |
| ジミー・バッグ       | ミック・オルーク           | 松尾まつお |

## 主な挿入曲
- 「コンフォタブリー・ナム」（ロジャー・ウォーターズ、『ザ・ウォール〜ライブ・イン・ベルリン』より）
- 「セイル・オン・セイラー」（ザ・ビーチ・ボーイズ）
- 「ギミー・シェルター」（ザ・ローリング・ストーンズ）
- 「レット・イット・ルース」（ザ・ローリング・ストーンズ）
- 「ワン・ウェイ・アウト」（オールマン・ブラザーズ・バンド）
- 「ノー・ノー・ノー」（ザ・ヒューマン・ベインズ）
- 「Baby Blue」（バッドフィンガー）
- 「Sweet Dreams」（ロイ・ブキャナン）
- 「Tweedlee Dee」（ラヴァーン・ベイカー）

## その他
劇中、fuckなど下品な言葉の使用回数は『パルプ・フィクション』の271回を更新しなかったものの、237回とかなり多めである。
当初ヒロイン役には、すでに名の知れたケイト・ウィンスレットとヒラリー・スワンクが候補に挙げられていたが、スコセッシ監督は当時ブレイク前のヴェラ・ファーミガを起用した。また、クイーナン警部役にはロバート・デ・ニーロが候補として挙がっていたが、『グッド・シェパード』を監督するために辞退した。
マーク・ウォールバーグの実の兄のロバート・ウォールバーグもFBI捜査官のフランク・ラツィオ役で出演しており、兄弟そろっての共演作でもある。
マット・デイモンが恋人と会話をしているシーンで、アパートの中にあるテレビに、日本のホラー映画『オーディション』の映像が流れる。
日本の地上波放送で放映された時は、ショッキングなシーンにはBGMを流すなどの配慮がとられた。
マット・デイモンは後に「グレートウォール」でオリジナルで同じ役を演じたアンディ・ラウとの共演を果たしている。

## 受賞・ノミネート
- 第79回アカデミー賞
  - 受賞：作品賞、監督賞、脚色賞、編集賞
  - ノミネート：助演男優賞（ウォルバーグ）
- 第64回ゴールデングローブ賞
  - 受賞：監督賞
  - ノミネート：ドラマ部門作品賞、主演男優賞、助演男優賞（ニコルソン、ウォルバーグ）、脚本賞
- 第12回ブロードキャスト映画批評家協会
  - 受賞：作品賞、監督賞
  - ノミネート：脚本賞、主演男優賞、助演男優賞（ニコルソン）、アンサンブル演技賞、音楽賞
- 第27回ボストン映画批評家協会賞
  - 受賞：作品賞、監督賞、助演男優賞、脚本賞
  - ノミネート：アンサンブル・キャスト賞
- 第19回シカゴ映画批評家協会賞
  - 受賞：作品賞、監督賞、脚色賞
  - ノミネート：主演男優賞、助演男優賞（ニコルソン）、撮影賞
- 第11回フロリダ映画批評家協会賞
  - 受賞：作品賞、監督賞、脚本賞、助演男優賞（ニコルソン）
- 第10回ラスベガス映画批評家協会賞
  - 受賞：作品賞、監督賞
- 第77回ナショナル・ボード・オブ・レビュー賞
  - 受賞：作品部門トップ10、監督賞、アンサンブル演技賞
- 第72回ニューヨーク映画批評家協会賞
  - 受賞：監督賞
  - ノミネート：作品賞、脚本賞
- 第5回サテライト映画賞
  - 受賞：ドラマ部門作品賞、助演男優賞（ディカプリオ）、脚色賞、アンサンブル賞
  - ノミネート：監督賞、助演男優賞（ニコルソン）